# Anclados
Anclados fue una serie de televisión cómica, ambientada en el día a día de la singular tripulación de un crucero de bajo coste y a las cómicas situaciones a las que dará lugar su convivencia durante varios meses. Está producida por Mediaset España, en colaboración con Globomedia, para su emisión en Telecinco.
En el reparto destacan Miren Ibarguren, Alfonso Lara, Joaquín Reyes, Úrsula Corberó, Fernando Gil y Rossy de Palma como principales protagonistas. Se estrenó el 25 de mayo de 2015.
Si bien se anunció su renovación para una nueva temporada en junio de 2015, en octubre la cadena optó por cancelarla alegando que no tenía más recorrido argumental.

## Historia
El 10 de diciembre de 2013 se dio a conocer que Globomedia y Telecinco estaban preparando una nueva serie de televisión con el equipo técnico de Aída, basada en el día a día de la tripulación de un crucero y de sus turistas. El 30 de junio de 2014 comenzó el rodaje de la serie y se dieron a conocer los primeros detalles acerca de sus personajes, su argumento y los actores principales del reparto.
Pese a anunciarse el 29 de junio de 2015 su renovación por una segunda temporada tras la buena acogida de la serie (opción preferida de los lunes con una media del 20,2% de cuota de pantalla y 3.733.000 espectadores), el 5 de octubre de 2015, Globomedia y Telecinco anunciaron la cancelación repentina de la serie pese a que ambas continuarían con el desarrollo de una nueva ficción en conjunto.

### Anclados, éxito del verano
La serie, que en su franja de emisión marcó una ventaja de 8,2 puntos y 1,5 millones de espectadores sobre Antena 3 (12% y 2.222.000), incrementó su cuota en casi dos puntos en el target comercial (22%) y fue lo más visto por el público de todas las edades, con destacado seguimiento entre los jóvenes de 13 a 24 años (28,7%).
Por ámbitos geográficos también mostró un extraordinario rendimiento al liderar 13 de los 14 mercados. Con estos datos de audiencia, Anclados se situó como uno de los estrenos con mayor éxito del curso televisivo en todas las cadenas superado por Allí abajo y El Príncipe.

## Argumento
Una multa millonaria recae sobre el buque Ancla II porque, años atrás y fruto de un torpe accidente en Mallorca, provocó el vuelco del Bribón con la Familia Real dentro. Este es el punto de partida de la serie que mostrará el día a día de su tripulación y turistas.
Gabriel (Alfonso Lara), el capitán del Ancla II, es un inmaduro al que le es imposible ser fiel por culpa de su diagnosticada adicción al sexo. Su peor pesadilla se convertirá en realidad cuando su expareja, Margarita "Marga" Santaella (Miren Ibarguren), entre a trabajar en el barco como nueva directora. Rígida, controladora, mordaz y muy exigente, llega a ocupar el puesto de su hermano, Mariano Santaella (Joaquín Reyes), un tipo con grandes ínfulas que en realidad es tan inepto, torpe y mentiroso que su propio padre, dueño de la compañía naviera, le ha relegado a un puesto irrelevante que él mismo ha bautizado como Supervising Jefe. Palmira (Rossy de Palma), será la veterana limpiadora del barco, una señora deslenguada y mordaz que lleva más años trabajando en el crucero que sus propios jefes y que no se baja los pantalones ante nadie, además, se llevará fatal con una clienta rica y mimada, Natalia de Figueroa y Martorell (Úrsula Corberó), que tendrá que soportar la estancia en el barco por culpa de su marido.

## Reparto

### Principal
- Miren Ibarguren - Margarita "Marga" Santaella
- Alfonso Lara - Gabriel "Gabi" Ugarte
- Joaquín Reyes - Mariano Santaella
- Úrsula Corberó - Natalia "Nati" Guillén de Figueroa y Martorell
- Miki Esparbé - Raimundo "Rai" Heredia
- Fernando Gil - Ignacio Campillo
- Alberto Jo Lee - Josep Lluís Chang
- Sara Vega - Teresa "Tere" Pérez
- Veki G. Velilla - Olivia "Oli" Ugarte Santaella
- y Rossy de Palma - Palmira "Palmi" Gómez / María Jesús

### Recurrente y Episódico
| Nombre del actor | Personaje                                | Breve Reseña | Capítulos |
| ---------------- | ---------------------------------------- | --- | --------- |
| Ernesto Sevilla  | Bosco Figueroa Martorell                 | Esposo de Natalia. Lo meten en prisión y le embargan todos sus bienes. | 1         |
| Boré Buika       | "Obama"                                  | Inmigrante que se cuela en patera y comienza a trabajar en el Ancla ll | 2-8       |
| Mona Martínez    | Madre de Raimundo                        | Va y viene para darles sorpresas a Raimundo. | 1; 3-4    |
| Julie Nasch      | Angela Merkel                            | Marga organiza su visita al barco pero que finalmente resulta ser un desastre estrepitoso. | 1         |
| Jairo Sánchez    | El gordo de las toallas                  | Es el repartidor de toallas del Ancla. | 1-2; 4-8  |
| Javi Coll        | Francisco "Paquito" Salazar              | Es un antiguo amigo del padre de Marga y Mariano. Viene al barco para hacer de jurado en el concurso de Miss Europa.                                                                                   | 2         |
| Paco Déniz       | Paco                                     | Presentador del concurso Miss Europa | 2         |
| Marisa Lahoz     | Marisol Guerricochea                     | Llega al Ancla con su hijo para que se case en el nuevo servicio de bodas del barco. | 3         |
| Miguel Ramiro    | Miguel "Miguelón" Guerricochea           | Llega al Ancla con su madre para casarse en el nuevo servicio de bodas del barco. | 3         |
| Bárbara Grandío  | Lourdes                                  | Llega al Ancla con su futuro esposo y con su futura suegra para casarse en el nuevo servicio de bodas del barco.                                                                                       | 3         |
| Celia de Molina  | Carolina González                        | Trabajadora del Ancla embarazada. | 4         |
| Fran Martínez    | Bryan                                    | Primo de Raimundo que viene de visita para ver como Rai se casa con Samara. | 4         |
| Patricia Toro    | Samara Vargas Cote                       | Gitana que viene al Ancla a casarse con Raimundo, pero finalmente se descubre que es lesbiana. | 4         |
| Loles León       | Jacinta                                  | Antigua amiga de Palmira que viene al Ancla a cobrar los 30.000 € que le debe. Finalmente la engañan y se marcha del barco creyendo que Palmira ha muerto.                                             | 5         |
| Carolina Lapausa | Cuca Pineda Federichi de Castro de Padua | Amiga de Natalia. Es rica y llega casualmente al crucero a pasar unos días. Natalia intentará huir de ella, pues esta no quiere que Cuca sepa su nueva vida como limpiadora en el Ancla II.            | 6         |
| Diego Dávila     | Cristiano Ronaldo                        | Llega al barco para hacerse una sesión de fotos, pero debido a los tripulantes del barco su estancia se convierte en un infierno.                                                                      | 6         |
| Esperanza Elipe  | Paloma                                   | Mujer de José María y madre de Macarena. Son muy amigos del director del barco. Llegan para poder hacer negocios con Marga pero finalmente, por culpa de Mariano, la negociación se va al traste.      | 7         |
| Francesc Albiol  | José María                               | Marido de Paloma y padre de Macarena. Son muy amigos del director del barco. Llegan para poder hacer negocios con Marga pero finalmente, por culpa de Mariano, la negociación se va al traste.         | 7         |
| Camila Viyuela   | Macarena                                 | Hija de José María y Paloma. Sus padres son muy amigos del director del barco. Ella coquetea con Mariano y por culpa de eso, la negociación se va al traste.                                           | 7         |
| Cayetana Cabezas | Fátima                                   | Amigo de Gabriel que se cambia de género. Anteriormente se llamaba Pepe. | 8         |
| Chenoa           | Ella misma                               | Llega al barco para relajarse y estar unos días alejada de los conciertos, pero cuando Campillo descubre que está en el Ancla II pone el barco patas arriba y su estancia se convierte en un infierno. | 8         |

## Episodios y audiencias
El primer episodio de la serie se estrenó simultáneamente en cuatro canales del grupo Mediaset España: Telecinco, FDF, Divinity y Energy.
Las audiencias del primer episodio fueron:
- Telecinco: 4.098.000 espectadores (21,7%).
- FDF: 486.000 espectadores (2,6%).
- Divinity: 399.000 espectadores (2,1%).
- Energy: 161.000 espectadores (0,9%).

| Temporada | Temporada | Episodios | Estreno            | Final               | Audiencia media | Audiencia media | Audiencia media |
| Temporada | Temporada | Episodios | Estreno            | Final               | Espectadores    | Cuota           |                 |
| --------- | --------- | --------- | ------------------ | ------------------- | --------------- | --------------- | --------------- |
|           | 1         | 8         | 25 de mayo de 2015 | 13 de julio de 2015 | 3 351 000       | 18,9%           |                 |

### Primera temporada (2015)
| N.º (serie) | N.º (temp.) | Título                               | Director (es)                        | Estreno en España   | Audiencia         |
| ----------- | ----------- | ------------------------------------ | ------------------------------------ | ------------------- | ----------------- |
| 1           | 1           | «Bienvenida Mr. Merkel»              | Mario Montero y David Molina Encinas | 25 de mayo de 2015  | 4 098 000 (21,7%) |
| 2           | 2           | «Marea negra»                        | Mario Montero                        | 1 de junio de 2015  | 4 200 000 (22,3%) |
| 3           | 3           | «El lado oscuro del calentón»        | Roberto Monge                        | 8 de junio de 2015  | 3 767 000 (20,7%) |
| 4           | 4           | «Los embarazos rotos»                | Mario Montero                        | 15 de junio de 2015 | 3 806 000 (20,3%) |
| 5           | 5           | «Un funeral sin muerte»              | Roberto Monge                        | 22 de junio de 2015 | 2 836 000 (16,0%) |
| 6           | 6           | «Alguien voló sobre el nido de Cuca» | Mar Olid                             | 29 de junio de 2015 | 2 876 000 (17,2%) |
| 7           | 7           | «Oct-opus-sy»                        | Mar Olid y Mario Montero             | 6 de julio de 2015  | 2 625 000 (16,6%) |
| 8           | 8           | «El diario de Che-Noah»              | Begoña Álvarez                       | 13 de julio de 2015 | 2 596 000 (16,7%) |

### Evolución de audiencias
| Temporada | Temporada | Episodio número | Episodio número | Episodio número | Episodio número | Episodio número | Episodio número | Episodio número | Episodio número |
| Temporada | Temporada | 1               | 2               | 3               | 4               | 5               | 6               | 7               | 8               |
| --------- | --------- | --------------- | --------------- | --------------- | --------------- | --------------- | --------------- | --------------- | --------------- |
|           | 1         | 4.098           | 4.200           | 3.767           | 3.806           | 2.836           | 2.876           | 2.625           | 2.596           |

## Recepción
El 15 de junio de 2015, la Federación Andaluza de Mujeres Gitanas Universitarias (Fakali) presentó una denuncia al programa por la representación de los gitanos.
Desde las entidades sociales del Consejo Estatal del Pueblo Gitano (CEPG), se hizo una llamada de atención a la responsabilidad social de este medio de comunicación, dado que con la imagen negativa y prejuiciosa que estaba difundiendo de la comunidad gitana, estaba contribuyendo al rechazo social y la discriminación de esta minoría étnica. Se emitió un Comunicado el 29 de mayo de 2015.